# مهدی‌آباد (خلیل‌آباد)
مهدی‌آباد به گویش کاشمری: مِیدی یاباد روستایی در دهستان کویر بخش شش‌طراز شهرستان خلیل‌آباد استان خراسان رضوی ایران است.

## جمعیت
برپایه سرشماری عمومی نفوس و مسکن در سال ۱۳۹۵ جمعیت این روستا ۱٬۱۹۶ نفر (۴۰۴خانوار) بوده است.